# Лоусон, Присцилла
Присци́лла Ло́усон (англ. Proscilla Lawson), урождённая — Шортра́йдж (англ. Shortridge; 8 марта 1914[…], Индианаполис — 27 августа 1958[…], Лос-Анджелес, Калифорния) — американская актриса.

## Биография
Присцилла Шортрайдж (настоящее имя Присциллы Лоусон) родилась 3 марта 1914 года в Индианаполисе (штат Индиана, США).
В начале своей карьеры Присцилла была фотомоделью. Лоусон была коронованной «Мисс Майами-Бич-1935».
В период своей 6-летней кинокарьеры, длившейся в 1935—1941 года, Присцилла снялась в 25-ти фильмах.
В 1937—1940 года Присцилла была замужем за актёром Аланом Кёртисом (1909—1953). Детей Лоусон не имела.
44-летняя Присцилла скончалась 27 августа 1958 года в Лос-Анджелесе (штат Калифорния, США) от желудочно-кишечного кровотечения, вызванного продолжительной борьбой с язвой желудка.

## Фильмография
- 1936 — Флэш Гордон / Flash Gordon — принцесса Аура
- 1938 — Путешествие Флэша Гордона на Марс / Flash Gordon's Trip to Mars — принцесса Аура во флэшбеках (архивная съёмка[англ.], в 6, 10 и 14 сериях)